# Тесио (река)
Те́сио (яп. 天塩川) — река в Японии, но северо-западе острова Хоккайдо. Длина реки 256 км (занимает 4-е место в Японии), площадь бассейна 5590 км²(10-е место в стране). Берёт начало на восточном склоне вулкана Тесио.
На Тесио — города Сибецу и Наёро. Основные притоки — Саробецу (пр), Оноппунай (лв), Тоикамбецу (пр), Абесивай (лв), Наёро (пр), Кенбути (лв).
Водохранилище Иваонай, расположенное в верхней части течения, поставляет питьевую воду и электричество в этот район.
Бассейн реки представляет собой обширную экосистему, в которой обитают такие млекопитающие как бурый медведь, рыжая лиса, енотовидная собака и соболь. В бассейне Тесио встречаются 200 видов птиц, в том числе утка-мандаринка, японский журавль и другие.
На Тесио нередко случаются наводнения. Это обусловлено горными районами, через которые протекает река, сильными дождями в августе, весенними паводками.